# Эрнандес, Алонсо
Хоакин Алонсо Эрнандес Гарсия (исп. Joaquín Alonso Hernández García; род. 1 марта 1994, Эль-Пасо, Техас) — американский футболист, атакующий полузащитник клуба «Гуанакастека».

## Клубная карьера
Эрнандес — воспитанник мексиканского клуба «Индиос». 13 ноября 2010 года в матче против «Леонес Негрос» он дебютировал в Лиге Ассенсо. В 2013 году Алонсо перешёл в «Монтеррей». 20 апреля в матче против «Сантос Лагуна» он дебютировал в мексиканской Примере. 27 августа 2014 года в поединке Кубка Мексики против «Атлетико Сан-Луис» Эрнандес забил свой первый гол за «Монтеррей».
Летом 2015 года Алонсо на правах аренды перешёл в «Хуарес». 26 июля в матче против Лобос БУАП он дебютировал за новую команду.

## Международная карьера
В 2013 году Эрнандес в составе молодёжной сборной США выступал на молодёжном Чемпионате мира в Турции. На турнире он принял участие в матчах против команд Испании и Франции.